# Pinehurst Resort
Pinehurst Resort is een historische golfresort in de Verenigde Staten. Het resort werd opgericht in 1895 en bevindt zich in Pinehurst, North Carolina.

## Geschiedenis
Pinehurst Resort werd opgericht door James Walker Tufts nadat hij de grond van 22 km² opkocht. Op oudejaarsavond werd de  "Holly Inn" geopend. 

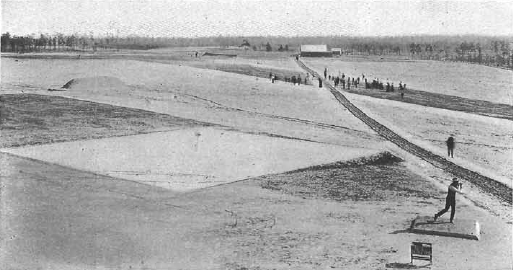
Pinehurst in 1901

De eerste golfbaan werd aangelegd in 1897/98 en het eerste golfkampioenschap dat plaatsvond op  Pinehurst was de eerste editie van het United North & South Amateur Championship, in 1901. werd gewonnen door George Dutton. Het toernooi wordt nog steeds op Pinehurst gespeeld. In de herenkleedkamer staan de namen van enkele bijzondere winnaars op de lockers vermeld, onder meer van 7-voudig winnaar George Dunlap en van Hal Sutton, die het toernooi in 1980 met 10&12 won, hetgeen nog steeds een record is. 
In 1907 werd een nieuwe golfbaan, de Pinehurst Nr. 2, geopend. Hij werd ontworpen door Donald Ross, die bijna vijftig jaar lid was op Pinehurst, en in 1910 ook Pinehurst No. 3 ontwierp. 
In 1936 ontving Pinehurst met het PGA Championship voor de eerste keer een major van de Amerikaanse PGA Tour en die werd gewonnen door Dennis Shute. In 1951 ontving het resort de Ryder Cup.
In 1991 en 1992 ontving het resort The Tour Championship. In 1999 kreeg Pinehurst weer een major toegewezen, het US Open, Het  werd gespeeld op "Pinehurst Nr. 2". 
In 2011 werd de "Pinehurst Nr. 2" een jaar lang grondig gerestaureerd en het resort moest daarvoor ongeveer $ 2,5 miljoen betalen voor de renovaties. Het doel was om het baan te herstellen naar haar oorspronkelijke staat.

## Golfbanen
Door de jaren heen, werd het golfresort uitgebreid tot acht golfbanen.
| Baan | Jaar      | Architect                                             | Par | Lengte | CR   | SR  | Info                              | Ref   |
| ---- | --------- | ----------------------------------------------------- | --- | ------ | ---- | --- | --------------------------------- | ----- |
| 1    | 1898      | Leroy Culver (hole 1-9) John Dunn Tucker (hole 10-18) | 70  | 5568 m | 68,5 | 118 | Eerste golfbaan                   | [ 1 ] |
| 2    | 1907      | Donald Ross                                           | 70  | 6853 m | 76,4 | 141 | Bekendste en langste baan         | [ 2 ] |
| 3    | 1910      | Donald Ross                                           | 72  | 5192 m | 67,3 | 118 | Kortste baan                      | [ 3 ] |
| 4    | 1919      | Tom Fazio                                             | 72  | 6508 m | 74,2 | 136 | Meer dan 140 bunkers op de baan   | [ 4 ] |
| 5    | 1961 1974 | Ellis Maples Robert Trent Jones                       | 72  | 6262 m | 73,2 | 135 | Baan met meeste waterhindernissen | [ 5 ] |
| 6    | 1979      | George Fazio                                          | 71  | 6392 m | 74,4 | 139 |                                   | [ 6 ] |
| 7    | 1986      | Rees Jones                                            | 72  | 6598 m | 75,5 | 143 | Tweede grootste baan              | [ 7 ] |
| 8    | 1996      | Tom Fazio                                             | 72  | 6485 m | 74,1 | 138 | Breedste greens van alle banen    | [ 8 ] |

## Pinehurst Nr.2
De "Pinehurst Nr.2" is de bekendste baan van het resort en is de enige golfbaan die gebruikt wordt voor grote golftoernooien zoals het PGA Championship en het US Open
Golftoernooien
- PGA Championship: 1936
- The Tour Championship: 1991 & 1992
- Ryder Cup: 1951
- US Open: 1999,2005, 2014
- US Women's Open: 2014